# Koji Matsuura
Koji Matsuura (松浦 宏治 Matsuura Koji?), född 5 maj 1980 i Hyōgo prefektur, är en japansk före detta fotbollsspelare.
Matsuura började sin karriär 2003 i Sanfrecce Hiroshima. Efter Sanfrecce Hiroshima spelade han för Vegalta Sendai, Tokyo Verdy, Fagiano Okayama och Thespa Kusatsu. Han avslutade karriären 2007.